# Mudd, primer
"Mudd, primer" (títol original en anglès "I, Mudd") és el vuitè episodi de la segona temporada de la sèrie de televisió de ciència-ficció estatunidenca Star Trek. Escrit per Stephen Kandel i dirigit per Marc Daniels, es va emetre per primera vegada el 3 de novembre de 1967.
La tripulació de l' Enterprise té una segona trobada amb l'estafador Harry Mudd (Roger C. Carmel), vist per primera vegada a l’episodi de la temporada 1 "Les dones d'en Mudd". En Mudd és ara el governant suprem d'un planeta d’androides que satisfan tots els seus capritxos.

## Argument
Un androide alienígena que es fa passar per un tinent de la Flota Estel·lar i s'identifica com a Norman, segresta l'Enterprise tancant l'enginyeria i l'ambientació i posant una trampa explosiva que provocaria que qualsevol intent de restablir el control per destruir el vaixell. El capità Kirk troba la seva nau i la seva tripulació portats a un planeta desconegut poblat per androides, i coneix un vell némesi, el proscrit [[[Les dones d'en Mudd|Harry Mudd]]. Dient-se "Mudd el Primer" i aparentment governant els androides, Mudd mostra un panell de vidre enfosquit, que ell anomena "santuari" a la seva dona Stella. Conté una versió androide de la seva dona que el renya com ho feia, però ell és capaç de silenciar-la a l'instant ordenant-li que "calli".
En Mudd explica que va sortir de la presó, va robar una nau espacial, es va estavellar en aquest planeta i va ser acollit pels androides. Diu que són complaents, però es neguen a deixar-lo marxar tret que els proporcioni altres humans per servir i estudiar. En Mudd informa a Kirk que ell i la seva tripulació han de complir aquest propòsit i que poden esperar passar-hi la resta de les seves vides.
Kirk pregunta als androides i descobreix que van ser construïts per viatgers de la Gàlxia d'Andròmeda el planeta de la qual va ser destruït per una supernova, deixant que els androides es valguin per ells mateixos. El primer oficial Spock descobreix que els androides són més de 200.000, i conclou que hi ha d'haver algun mecanisme de control central.
La tripulació de Enterprise és transportada a la superfície i substituïda per una tripulació d'androides. Troben molt atractiu el món dels androides: Scotty està fascinat pels seus coneixements d'enginyeria; A Chekov li agrada la idea de viure en un planeta ple d’androides femenines; i Uhura és temptada per l'oferta d'immortalitat en un cos androide. Kirk no tindrà res d'això, però, i els recorda el seu deure.
Després d'un adéu final a Stella, en Mudd planeja marxar a bord de l' Enterprise, però els androides rebutgen la seva ordre de transportar-lo a bord. Tenen la seva pròpia agenda: deixar el planeta i oferir els seus "serveis" a la humanitat, amb l'objectiu de posar sota el seu control la raça humana cobdiciosa i agressiva.
Mentre la tripulació de l’Enterprise discuteix la seva situació, Spock assenyala que tots els androides pertanyen a diverses sèries anomenades, excepte l'anomenada Norman. Kirk recorda que un androide va demanar a Norman que "coordinés" l'anàlisi d'una declaració "il·lògica". Spock conclou que Norman és el lloc central de la ment composta de l'androide, i Kirk suggereix que "un il·lògic salvatge i irracional dirigit directament a Norman" podria ser una arma potent contra aquesta ment.
Llavors, la tripulació intenta confondre els androides mitjançant declaracions contradictòries i una sèrie de teatralitats estranyes, que culminen amb Mudd i Kirk plantejant la paradoxa del mentider a Norman: Kirk afirma que tot el que Mudd diu és mentida; i Mudd li diu a Norman: "Estic mentint". Incapaç de resoldre la contradicció, la ment d'en Norman es crema, la qual cosa fa que immediatament els altres androides s'apaguin.
La tripulació reprograma Norman i els altres androides perquè tornin a les seves tasques originals de fer productiu el planeta. Kirk informa a Mudd que ha estat posat en llibertat condicional a la població d'androides com a exemple d'un fracàs humà, i que s'ha programat un androide especial per atendre les seves necessitats com un incentiu per treballar amb els androides i no explotar-los. En Mudd està agraït fins que descobreix que aquest androide és Stella, i ara hi ha almenys 500 còpies d'ella, cap de les quals respon a la seva ordre de "callar".

## Doblatge al català
L’episodi va ser doblada al català pels estudis Tecni-3 (primera part) i Diálogo (segona part) i emés a TV3 l’any 1989.
| Personatge                | Actor/actriu     | Veu en català                      |
| ------------------------- | ---------------- | ---------------------------------- |
| James T. Kirk             | William Shatner  | Jordi Boixaderas                   |
| Spock                     | Leonard Nimoy    | Isidre Sola i Llop                 |
| Leonard McCoy             | DeForest Kelley  | Eduard Lluís Muntada               |
| Montgomery Scott 'Scotty' | James Doohan     | Joan Carles Gustems Domènec Farell |
| Nyota Uhura               | Nichelle Nichols | Glòria Roig Azucena Díaz           |
| Hikaru Sulu               | George Takei     | Jaume Nadal Enric Cusí             |
| Pavel Chekov              | Walter Koenig    | Quim Roca Pep Madern               |
| Harry Mudd                | Roger C. Carmel  | Ricard Solans                      |
| Norman                    | Richard Tatro    | Toni Sevilla                       |
| Jordan                    | Michael Zaslow   | Francesc Figuerola                 |
| Stella Mudd               | Kay Elliot       | Montserrat Carulla                 |

## Producció i recepció
Als productors els va agradar tant el guió resultant del treball de Gerrold a El problema dels tribbles que després Gerrold es va encarregar de reescriure el guió d'aquest episodi.
Encara que Kandel és l'escriptor acreditat de l'episodi, David Gerrold va fer una reescriptura sense acreditar. El guió final va ser molt revisat pel personal, i Gerrold admet que només una idea original seva va arribar a l'episodi final. També afirma que el productor Gene L. Coon es va oferir a posar el qüestió de crèdit per a l'arbitratge del Sindicat de Guionistes, però que va declinar.
El 2009, the AV Club Arxivat 2021-04-16 a Wayback Machine. el va anomenar "tonto, però encantadorament surrealista", "infecciosament ximple" i "una delícia", donant és una nota A−.
El 2014, Charlie Jane Anders a io9 va classificar "Mudd, primer" com el 79è millor episodi de Star Trek en una llista dels 100 millors episodis de Star Trek.
El 2016, Syfy va assenyalar que aquest episodi per a l'actriu Nichelle Nichols, la interpretació d'Uhura tenia la seva cinquena millor escena a Star Trek.
El 2024 Hollywood.com va classificar Mudd, primer al número 39 dels 79 episodis de la sèrie original.